# 北蟹谷村
北蟹谷村（きたかんだむら）は、かつて富山県西礪波郡にあった村。現在の小矢部市西南部の北蟹谷地区で、東部は砺波平野の西端部、西部は中山間地および山間地で占められている。
村名は中世に存在した蟹谷荘（蟹谷郷、蟹谷組）の北部であったことに由来する。

## 沿革
- 1889年（明治22年）4月1日 - 町村制の施行により、礪波郡末友（すえとも）村、棚田（たなだ）村、今寺村、末沢新村、川開新村、臼谷（うすたに）村、内山（うちやま）村、松永（まつなが）村、五郎丸（ごろうまる）村、八伏（はちぶせ）村、八講田（はっこうでん）村、北一（きたいち）村及び松尾（まつお）村の区域をもって、礪波郡北蟹谷村が発足する。
- 1896年（明治29年）3月29日 - 郡制の施行のため、礪波郡が分割して、西礪波郡が発足により、西礪波郡に所属となる。
- 1954年（昭和29年）10月1日 - 西礪波郡石動町に編入する。